# كتشكبل عليا (مقاطعة دالاهو)
كتشكبل عليا (بالفارسية: کچکبل علیا) هي قرية تقع في كرمانشاه في إيران. يقدر عدد سكانها بـ 140 نسمة بحسب إحصاء 2016.